# Script (cinéma)

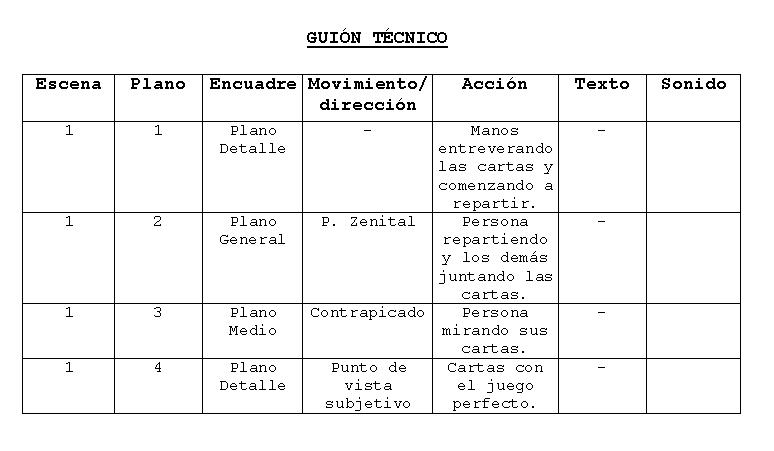
Script technique

Le script est la version du scénario utilisée par le réalisateur, les comédiens et les autres professionnels présents sur le plateau, pendant le tournage d'un film de cinéma (long ou court métrage) ou d'une fiction télévisuelle. Il s'agit ainsi d'un document de travail réunissant, non seulement les éléments de l’histoire et les dialogues des personnages, mais aussi les informations techniques nécessaires au tournage de chaque plan. Ce document est aussi appelé « découpage technique ».
C’est au réalisateur et producteur américain Thomas Harper Ince que l’on doit dans les années 1910 la forme actuelle du script. « Il impose pour lui-même et les cinéastes des films qu’il produit, la rédaction préalable d’un shooting script, en français le découpage technique, qui découpe le scénario en plans décrits en détail, la lumière, le cadrage, l’éventuel mouvement de caméra, et qui prévoit même les intertitres. »

## Présentation
Le document, distribué à tous les intervenants d’un film (comédiens, techniciens et personnel de production), détermine sur un en-tête horizontal les numéros de la séquence et du plan, les indications techniques (cadrages, support fixe ou en mouvement de la caméra, jour ou nuit, éventuels effets spéciaux), auxquelles s’ajoutent d’autres éléments comme la liste des comédiens présents sur le plateau pour participer dans le champ ou hors-champ au tournage du plan, leurs costumes et leurs coiffures respectifs, les accessoires particuliers.
Suit une séparation parfois en deux colonnes verticales bien distinctes, du contenu du plan : celle de gauche décrit en termes succincts le jeu de scène des comédiens (didascalies) et les mouvements éventuels de la caméra, celle de droite distribue les répliques des acteurs.
À la différence du scénario, le script n’est pas une œuvre de type littéraire ; il se caractérise par un style neutre et par l’abondance des détails techniques. Un tel document, bien que portant le plus souvent la marque du réalisateur qui l’a rédigé à partir du scénario, peut donner des résultats très différents en fonction de la qualité du tournage et de l'inspiration du réalisateur et de ses comédiens.

### Autres documents relatifs à la production d'un film
- Pitch
- Synopsis
- Traitement
- Séquencier
- Scénario
- Scénarimage ou storyboard
- Bible